# Nati nel 2003/Marzo
| Questa pagina contiene informazioni ricavate automaticamente dalle voci biografiche con l'ausilio del template Bio e di un bot. L'aggiornamento è periodico e automatico e ricostruisce completamente la pagina. Se manca una persona in questa lista, sei pregato di non aggiungerla, ma accertati piuttosto che la sua voce biografica contenga il template Bio e che i dati anagrafici siano correttamente compilati. Se il template Bio manca, inseriscilo tu stesso o, in alternativa, metti l'avviso {{tmp\|Bio}} che ne segnala la mancanza. Se i dati riportati sono sbagliati, correggi direttamente la voce biografica; le modifiche saranno visibili in questa lista entro pochi giorni. Per chiarimenti vedi il progetto biografie. La lista contiene solo le 217 persone che sono citate nell'enciclopedia e per le quali è stato implementato correttamente il template Bio. Pagina aggiornata al 10 ago 2025. |

- 1º marzo - Coniah Boyce-Clarke, calciatore giamaicano
- 1º marzo - William Bøving, calciatore danese
- 1º marzo - Adam Gaži, calciatore slovacco
- 1º marzo - Maren Kirkeeide, biatleta norvegese
- 1º marzo - Guilherme Santos, nuotatore brasiliano
- 1º marzo - Park Chang-woo, calciatore sudcoreano
- 1º marzo - Max Poole, ciclista su strada britannico
- 1º marzo - Vinícius Kauê, calciatore brasiliano
- 1º marzo - Emerson Ruíz, calciatore venezuelano
- 1º marzo - Millicent Simmonds, attrice statunitense
- 2 marzo - Andi Hoti, calciatore kosovaro
- 2 marzo - Lukas Kačavenda, calciatore croato
- 2 marzo - Momoka Kinoshita, calciatrice giapponese
- 3 marzo - Thomas Barbusca, attore statunitense
- 3 marzo - Lucas Carrizo, calciatore uruguaiano
- 3 marzo - Reylynn Caster, attrice statunitense
- 3 marzo - Mohamed El-Sayed, schermidore egiziano
- 3 marzo - Rémy Labeau Lascary, calciatore francese
- 3 marzo - Leandro Lescano, calciatore argentino
- 3 marzo - Benjamin Tahirović, calciatore svedese
- 4 marzo - Mateo Acosta, calciatore uruguaiano
- 4 marzo - Marco Campagnaro, calciatore argentino
- 4 marzo - Samuel Dahl, calciatore svedese
- 4 marzo - Edouard Michut, calciatore francese
- 4 marzo - Gonzalo Morales, calciatore argentino
- 4 marzo - Santiago Quirós, calciatore argentino
- 4 marzo - Gonzalo Requena, calciatore argentino
- 4 marzo - Maša Robin, ex sciatrice alpina slovena
- 4 marzo - Ayumu Yokoyama, calciatore giapponese
- 5 marzo - Flynn Allen, attore britannico
- 5 marzo - Muharem Huskovic, calciatore austriaco
- 5 marzo - Kenny Kasiama, cestista francese
- 5 marzo - Giannīs Kōnstantelias, calciatore greco
- 5 marzo - Nico Serrano, calciatore spagnolo
- 5 marzo - David Torres, calciatore spagnolo
- 5 marzo - Riola Xhemaili, calciatrice svizzera
- 5 marzo - Kiryl Zinovič, calciatore bielorusso
- 6 marzo - Ousmane Camara, calciatore francese
- 6 marzo - Bobi Klintman, cestista svedese
- 6 marzo - Lee Seung-won, calciatore sudcoreano
- 6 marzo - Long Daoyi, tuffatore cinese
- 6 marzo - William Mathisen, snowboarder svedese
- 6 marzo - Cole McDonald, sciatore freestyle statunitense
- 6 marzo - Leandro Méndez, calciatore uruguaiano
- 6 marzo - Malou Prytz, cantante svedese
- 6 marzo - Sebastián Quintana, calciatore paraguaiano
- 7 marzo - Terrance Ferguson, giocatore di football americano statunitense
- 7 marzo - Mirko Gennai, pilota motociclistico italiano
- 7 marzo - Topi Keskinen, calciatore finlandese
- 7 marzo - Lucas Kongsholm, sciatore alpino svedese
- 7 marzo - Igor Jesus, calciatore brasiliano
- 7 marzo - Pia Møller, sciatrice alpina norvegese
- 8 marzo - Behram Abduweli, calciatore cinese
- 8 marzo - Urara Ashikawa, ginnasta giapponese
- 8 marzo - Štěpán Chaloupek, calciatore ceco
- 8 marzo - Montana Jordan, attore statunitense
- 8 marzo - Enzo Milesi, saltatore con gli sci francese
- 8 marzo - Angela Yu, giocatrice di badminton australiana
- 8 marzo - Kaiki Bruno, calciatore brasiliano
- 9 marzo - José Herrera, calciatore boliviano
- 9 marzo - Sunisa Lee, ginnasta statunitense
- 9 marzo - Kye Livingstone, calciatore gibilterriano
- 9 marzo - Martin Talakov, calciatore macedone
- 9 marzo - Michelle Velzeboer, pattinatrice di short track olandese
- 10 marzo - Tunde Akinsola, calciatore nigeriano
- 10 marzo - Ben Cutmore, tuffatore britannico
- 10 marzo - Chico Lamba, calciatore portoghese
- 10 marzo - Christian Gammelgaard, calciatore danese
- 10 marzo - Nikola Knežević, calciatore serbo
- 10 marzo - Ryan Nembhard, cestista canadese
- 10 marzo - Gabriella Pizzolo, attrice e cantante statunitense
- 10 marzo - Emma Steinbakken, cantante norvegese
- 10 marzo - Danny Stutsman, giocatore di football americano statunitense
- 11 marzo - Mauricio Cardillo, calciatore argentino
- 11 marzo - Gustavo Mendonça, calciatore portoghese
- 11 marzo - Alexis Rodriguez, pallavolista statunitense
- 11 marzo - Tristan Vukčević, cestista serbo
- 11 marzo - Tika de Jonge, calciatore olandese
- 12 marzo - Antoine Joujou, calciatore francese
- 12 marzo - Nick Kurtz, giocatore di baseball statunitense
- 12 marzo - Mark Mampassi, calciatore ucraino
- 12 marzo - Park Hye-jeong, sollevatrice sudcoreana
- 12 marzo - Arthur Sousa, calciatore brasiliano
- 12 marzo - Malina Weissman, attrice e modella statunitense
- 13 marzo - Noah Bolanga, cestista francese
- 13 marzo - Valentín Fascendini, calciatore argentino
- 13 marzo - Antonín Kinský, calciatore ceco
- 13 marzo - Anton Logi Lúðvíksson, calciatore islandese
- 13 marzo - Keegan Palmer, skater statunitense
- 13 marzo - Vojtěch Stránský, calciatore ceco
- 13 marzo - Gustav Wang, ciclista su strada, ciclocrossista e pistard danese
- 14 marzo - Riccardo Giovannini, tuffatore italiano
- 14 marzo - Bruninho, calciatore brasiliano
- 14 marzo - Jazian Gortman, cestista statunitense
- 14 marzo - Yanic Niederhäuser, cestista svizzero
- 14 marzo - Luca Oyen, calciatore belga
- 14 marzo - David Petrović, calciatore serbo
- 14 marzo - João Pedro Reginaldo, calciatore brasiliano
- 14 marzo - Jeremías Vallejos, calciatore argentino
- 15 marzo - Tjark Ernst, calciatore tedesco
- 15 marzo - Quinn Ewers, giocatore di football americano statunitense
- 15 marzo - Tai Felton, giocatore di football americano statunitense
- 15 marzo - Lautaro Godoy, calciatore argentino
- 15 marzo - Bashir Humphreys, calciatore inglese
- 15 marzo - Theresa Kargbo, mezzofondista sierraleonese
- 15 marzo - Hobbs Kessler, mezzofondista statunitense
- 15 marzo - Sumire Niikura, lottatrice giapponese
- 15 marzo - Mohamed Soumah, calciatore guineano
- 16 marzo - Jacopo Fazzini, calciatore italiano
- 16 marzo - Matilda Vinberg, calciatrice svedese
- 16 marzo - Blake Wesley, cestista statunitense
- 17 marzo - Youri Baas, calciatore olandese
- 17 marzo - Georgia Courage-Gardiner, nuotatrice artistica australiana
- 17 marzo - Dyson Daniels, cestista australiano
- 17 marzo - Isaac Dunbar, cantautore statunitense
- 17 marzo - Dennis Hauger, pilota automobilistico norvegese
- 17 marzo - Il'ja Man'kov, saltatore con gli sci russo
- 17 marzo - Eliédson, calciatore brasiliano
- 17 marzo - Damián Rodríguez, calciatore spagnolo
- 17 marzo - Ari Sigurpálsson, calciatore islandese
- 17 marzo - Addisu Yihune, mezzofondista etiope
- 17 marzo - Arthur, calciatore brasiliano
- 18 marzo - Seedy Jatta, calciatore norvegese
- 18 marzo - Li Fanghui, sciatrice freestyle cinese
- 18 marzo - Bjorn Meijer, calciatore olandese
- 18 marzo - Daniele Montevago, calciatore italiano
- 18 marzo - Nicolò Virginio, cestista italiano
- 19 marzo - Ekaterina Antropova, pallavolista russa
- 19 marzo - Owen Gene, calciatore francese
- 19 marzo - Arash Motaraghebjafarpour, calciatore svedese
- 19 marzo - Nicolò Savona, calciatore italiano
- 20 marzo - Cooper Hoffman, attore statunitense
- 20 marzo - Illja Kvasnycja, calciatore ucraino
- 20 marzo - Daniel Langhamer, calciatore ceco
- 20 marzo - Alex Monis, calciatore statunitense
- 20 marzo - Nemanja Motika, calciatore serbo
- 20 marzo - Fabricio Vidal, calciatore uruguaiano
- 20 marzo - Facundo da Costa, calciatore uruguaiano
- 21 marzo - Fidel Ambríz, calciatore messicano
- 21 marzo - Paulina Gramaglia, calciatrice argentina
- 21 marzo - Lasse Günther, calciatore tedesco
- 21 marzo - Elisa Iorio, ginnasta italiana
- 21 marzo - Tat'jana Kadočkina, pallavolista russa
- 21 marzo - Abbi Pulling, pilota automobilistica britannica
- 21 marzo - Denis Višinský, calciatore ceco
- 21 marzo - Miano van den Bos, calciatore tanzaniano
- 22 marzo - Terrion Arnold, giocatore di football americano statunitense
- 22 marzo - Sergio García, pilota motociclistico spagnolo
- 22 marzo - Steven Mensah, calciatore togolese
- 22 marzo - Mauro Perković, calciatore croato
- 22 marzo - Tim van de Loo, calciatore olandese
- 23 marzo - Tommaso Baldanzi, calciatore italiano
- 23 marzo - Ísak Bergmann Jóhannesson, calciatore islandese
- 23 marzo - Veronica Costantini, pallavolista italiana
- 23 marzo - Álvaro Carreras, calciatore spagnolo
- 23 marzo - Stian Fredheim, ciclista su strada norvegese
- 23 marzo - Nonoka Ozaki, lottatrice giapponese
- 23 marzo - Linda Riedmann, ciclista su strada tedesca
- 23 marzo - Kacper Sezonienko, calciatore polacco
- 23 marzo - Annalena Slamik, combinatista nordica austriaca
- 24 marzo - Julián Aude, calciatore argentino
- 24 marzo - Tochi Chukwuani, calciatore danese
- 24 marzo - María Forero, mezzofondista spagnola
- 24 marzo - Egor Noskov, calciatore russo
- 24 marzo - Dženifera Ģērmane, sciatrice alpina lettone
- 25 marzo - Saša Ciani, cestista sloveno
- 25 marzo - Brice Dessert, cestista francese
- 25 marzo - Blake Fisher, giocatore di football americano statunitense
- 25 marzo - Mads Freundlich, calciatore danese
- 25 marzo - Mathéo Leray, cestista francese
- 25 marzo - Carmen Sofie Nielssen, sciatrice alpina norvegese
- 25 marzo - José David Romero, calciatore argentino
- 25 marzo - Jevhenij Skyba, calciatore ucraino
- 25 marzo - Levi Smans, calciatore olandese
- 26 marzo - Bright Arrey-Mbi, calciatore tedesco
- 26 marzo - Bhad Bhabie, rapper e personaggio televisivo statunitense
- 26 marzo - Ibrahim Cissoko, calciatore olandese
- 26 marzo - Kacper Gieryk, ciclista su strada polacco
- 26 marzo - Jaouen Hadjam, calciatore francese
- 26 marzo - Kang Seong-jin, calciatore sudcoreano
- 26 marzo - Rogers Kibet, mezzofondista ugandese
- 26 marzo - Tuur Rommens, calciatore belga
- 26 marzo - Miguel Silveira, calciatore brasiliano
- 26 marzo - Polina Šmatko, ginnasta russa
- 27 marzo - Thomas Ciprick, tuffatore canadese
- 27 marzo - LDA, cantautore e rapper italiano
- 27 marzo - Yeltzin Erique, calciatore ecuadoriano
- 27 marzo - Diego Alexander Gómez Amarilla, calciatore paraguaiano
- 27 marzo - Jaka Klobučar, cestista sloveno
- 27 marzo - Pedro Lima Barros, calciatore brasiliano
- 27 marzo - Lisandro Montenegro, calciatore argentino
- 27 marzo - Ekaterina Rjabova, pattinatrice artistica su ghiaccio russa
- 27 marzo - Ja'Tavion Sanders, giocatore di football americano statunitense
- 27 marzo - Rafael Struick, calciatore indonesiano
- 28 marzo - Matthis Abline, calciatore francese
- 28 marzo - Adem Bona, cestista nigeriano
- 28 marzo - Ronnie Edwards, calciatore inglese
- 28 marzo - Calvin Kabuye, calciatore svedese
- 28 marzo - Hubert Kós, nuotatore ungherese
- 28 marzo - Matijus Remeikis, calciatore lituano
- 28 marzo - Felipe Salomoni, calciatore argentino
- 28 marzo - Isaak Touré, calciatore francese
- 29 marzo - Valentin Dumitrache, calciatore rumeno
- 29 marzo - Will Johnson, giocatore di football americano statunitense
- 29 marzo - Elias Keck, fondista tedesco
- 29 marzo - Rachele Mori, martellista italiana
- 29 marzo - Nicolás Palavecino, calciatore argentino
- 29 marzo - Darío Sarmiento, calciatore argentino
- 29 marzo - Kristijan Stojanov, calciatore bulgaro
- 30 marzo - Etienne Camara, calciatore francese
- 30 marzo - Miné de Klerk, pesista e discobola sudafricana
- 31 marzo - Yusuf Barası, calciatore turco
- 31 marzo - Grace Clinton, calciatrice inglese
- 31 marzo - Fōtīs Kitsos, calciatore greco
- 31 marzo - Igor Matanović, calciatore croato
- 31 marzo - Cooper Puckett, sciatore alpino statunitense
- 31 marzo - Franco Rami, calciatore argentino